# Контрапо (Ферара)
Контрапо је насеље у Италији у округу Ферара, региону Емилија-Ромања.
Према процени из 2011. у насељу је живело 303 становника. Насеље се налази на надморској висини од 4 м.